# Vasa
Vous lisez un « article de qualité » labellisé en 2011.
Pour les articles homonymes, voir Vasa (homonymie).
Le Vasa, ou Wasa, est un navire de guerre construit pour le roi Gustave II Adolphe de Suède, de la maison Vasa, entre 1626 et 1628. Il est particulièrement renommé à l'heure actuelle en tant qu'attraction touristique de la ville de Stockholm.
Le Vasa est un trois-mâts de type hybride entre le galion et la caraque. Sa voilure comprenait trois étages de voiles carrées sur le mât de misaine et sur le grand mât, deux voiles carrées sur le beaupré, une voile latine et une voile carrée sur le mât d'artimon. Ce navire étant destiné à servir les aspirations expansionnistes de Gustave Adolphe, aucune dépense n'avait été épargnée pour son équipement et sa décoration. C'était un des plus gros navires de son temps, et avec soixante-quatre canons, un des plus lourdement armés, et l'un des plus richement décorés, car paré de centaines de sculptures, toutes peintes de couleurs vives.
Cependant, il fait naufrage dès le premier mille marin de sa sortie inaugurale dans l'archipel de Stockholm, le 10 août 1628 : juste après avoir tiré une salve d'honneur, à la stupéfaction générale, il chavire et sombre par 32 m de fond. Tombé dans l'oubli après la récupération des canons, le Vasa est localisé à la fin des années 1950 dans la vase d'un chenal du port de Stockholm. La coque, bien préservée, est renflouée le 24 avril 1961 et entreposée dans un bâtiment nommé Wasavarvet (« chantier naval du Vasa ») jusqu'en 1987, puis dans un nouveau bâtiment, le musée Vasa.
Ce musée est une des attractions les plus populaires de Suède, le deuxième musée du pays par la fréquentation avec plus de 1,1 million de visiteurs en 2008, et plus de 25 millions de visiteurs depuis son renflouement.
Les raisons du naufrage sont à chercher dans une combinaison de facteurs mettant en cause la structure même du bâtiment : largeur de la coque trop faible au niveau de la flottaison par rapport à sa hauteur, allant même en se rétrécissant vers l'arrière, centre de gravité trop haut du fait de superstructures et d’armements trop lourds et effet de recul insuffisamment amorti associés à un lest insuffisant. Malgré son manque de stabilité dans le port, il fut autorisé à hisser les voiles, avant de chavirer et sombrer quelques minutes plus tard, dès qu'il rencontra un vent plus fort qu'une simple brise. Le roi Gustave Adolphe, à l'étranger lors de l'inauguration, était impatient de voir son vaisseau rejoindre la flotte de la Baltique — en pleine guerre de Trente Ans. Ses subordonnés avaient manqué du courage nécessaire pour aborder avec lui en toute franchise la question de la structure du navire ou envisager le report du voyage inaugural. Aucune sanction ne fut prise contre quiconque, après l'enquête menée par le Conseil privé du roi pour déterminer les responsabilités.
Lors du renflouage de 1961, les spécialistes de l'archéologie sous-marine mirent au jour des milliers d'objets et artéfacts, ainsi que les restes d'au moins vingt-cinq personnes. On trouva des vêtements, des armes, des canons, des outils, des pièces de monnaie, des couverts, de la nourriture, des boissons et six des dix voiles qui devaient équiper le navire. Les objets et le navire lui-même ont apporté aux historiens une somme exceptionnelle de connaissances sur les techniques de la guerre et de la construction navales, ainsi que sur la vie quotidienne en Suède dans la première moitié du XVIIe siècle.

## Contexte historique

### La Suède, puissance impériale auXVIIesiècle
Au début du XVIIe siècle, la Suède passe du statut de petit royaume pauvre et en périphérie de l'Europe du Nord, sans grande influence, à celui de grande puissance de la Baltique, devenant même au cours de la guerre de Trente Ans (1618-1648) un acteur majeur de la politique européenne : c'est le début d'une période appelée en Suède stormaktstiden (« l'ère de la grande puissance »), qui s'achève en 1709 avec la défaite de Charles XII à Poltava, face à la Russie de Pierre le Grand.
Cette évolution a été possible grâce à l'action d'une succession de monarques remarquables et à la mise en place d'un gouvernement centralisé, permettant la création et l’entretien de puissantes forces armées, capables de contrôler des territoires situés tout autour de la mer Baltique.
Les historiens suédois ont décrit un État moderne mettant toutes ses ressources dans l'exercice de la guerre, un petit royaume nordique métamorphosé en un État-puissance militaire (fiscal military state (en)).

### Les engagements de la Suède sous le règne de Gustave II Adolphe (1611-1632)
Gustave II Adolphe de Suède (1594-1632) est considéré comme le plus grand des rois-soldats de l'histoire suédoise. Au moment de la construction du Vasa, il est au pouvoir depuis dix ans.
Au milieu des années 1620, la Suède est engagée dans une guerre contre la Pologne (1625–1629) et surtout dans la guerre de Trente Ans, qui se déroule dans le Saint-Empire opposant les princes catholiques dirigés par l'empereur aux princes protestants, soutenus par la Suède et par la France. Cette guerre commencée en 1618 semble alors tourner au désavantage des protestants.
Les plans contre la Pologne et la sécurité du royaume exigent une forte présence navale suédoise dans la mer Baltique.

### Les problèmes de la marine suédoise dans les années 1620
La marine suédoise connut de graves revers au cours des années 1620.
En 1625, une escadre qui croisait au large de la baie de Riga fut prise dans une tempête : dix de ses navires allèrent s'échouer avant de sombrer.
En 1627, dans la bataille d'Oliwa, une escadre suédoise fut attaquée par une force polonaise supérieure, et se trouva désemparée : deux vaisseaux furent perdus, le Tigern (« Tigre »), qui était le vaisseau amiral suédois, capturé par les Polonais, et le Solen (« Soleil »), sabordé par son propre équipage alors qu'il était en passe d'être pris.
En 1628, trois autres gros navires furent perdus en moins d'un mois. Le vaisseau Kristina de l'amiral Klas Fleming fut détruit dans une tempête dans le golfe de Gdansk et le Riksnyckeln (« Clés du Royaume ») s'échoua à Viksten dans le sud de l'archipel de Stockholm quelques semaines seulement après le naufrage du Vasa lors de son premier voyage — un désastre pour la couronne suédoise.
L'engagement de Gustave Adolphe sur plusieurs fronts de la guerre navale aggrava encore les difficultés de la marine. Outre la lutte contre la marine polonaise, les Suédois furent menacés par des forces catholiques qui avaient envahi le Jutland. Le roi suédois avait peu de sympathie pour le roi danois Christian IV, de sorte que le Danemark et la Suède devinrent ennemis jurés pour plus d'un siècle. Stratégiquement, la Suède redoutait vivement une conquête de Copenhague et de l'île de Seeland (Danemark) par les catholiques, ce qui leur aurait assuré le contrôle des passages entre la mer Baltique et la mer du Nord — perspective désastreuse pour les intérêts suédois,.

### Le plan de construction navale de Gustave Adolphe
Jusqu'au début du XVIIe siècle, la marine suédoise était composée principalement de petits navires à un seul pont, avec des armes relativement légères : de tels navires revenaient moins cher que les grands vaisseaux, tout en étant bien adaptés à des missions d'escorte ou de patrouille. Toutefois, une flotte de grands navires constitue un moyen efficace pour imposer son autorité, aussi bien sur ses ennemis que sur ses alliés. Pour l'ambitieux Gustave Adolphe, une marine de guerre comprenant un groupe de puissants navires était essentielle.
Le Vasa était le premier d'une série de cinq vaisseaux destinés à être parmi les plus lourds et les plus magnifiques de leur temps.
Les quatre autres navires, l'Äpplet, le Kronan, le Scepter et le Göta Ark, furent mis à l'eau avec succès et formèrent l'épine dorsale de la marine suédoise jusqu'aux années 1660. De tous ces regalskepp (« navires royaux »), le Vasa devait être le plus magnifique. Le second, l'Äpplet (« la Pomme », terme suédois pour le globus cruciger), fut construit en même temps que le Vasa. La seule différence de conception entre le Vasa et son navire-jumeau est que l'Äpplet était plus large d'1,5 m,.

## Histoire duVasa
La construction du Vasa a lieu au chantier naval de Stockholm. Mais elle a lieu en même temps que celle d'autres navires importants.

### Les constructeurs
La construction du Vasa, au chantier naval de Stockholm, est confiée à Antonius Monier en tant que maître d'œuvre avec Henrik Hybertsson, d'origine hollandaise, en tant que constructeur. Hybertsson ne vit pas l'achèvement du Vasa, car il tomba malade à la fin de 1625, un an après le début de la construction, et il mourut au printemps de 1627. La direction de la construction navale fut donc confiée à l'assistant de Hybertsson, un immigré hollandais du nom de Henrik Jacobsson.
Le 16 janvier 1625, Henrik et son frère, Arendt Hybertsson de Groote, reprirent le chantier et signent un contrat pour la construction de quatre navires, les deux plus grands pourvus d'une quille d'environ 135 pieds (41 m) et deux plus petits, avec des quilles de 108 pieds (33 m).

### Les exigences de Gustave Adolphe
Dans le même temps, la marine suédoise perdit dix navires du fait d'une seule tempête, et le roi inquiet envoya une lettre à l'amiral Klas Fleming, lui demandant de veiller à ce que Henrik hâte la construction des deux plus petits navires. Dans cette lettre, le roi donnait des directives pour les dimensions des navires, qui devaient avoir une quille de 120 pieds (37 m). Henrik Hybertsson se trouva ainsi devant de nouvelles difficultés, car les dimensions ordonnées par le roi se situaient juste entre celles des deux plus grands et des deux plus petits navires prévus dans le contrat initial, et le bois était déjà coupé. Dans une nouvelle lettre, le 22 février 1626, le roi confirma les nouvelles dimensions à donner aux navires.

### La construction duVasa(1625-1628)
La coque du Vasa était suffisamment avancée pour être lancée en 1627, sans doute au cours du printemps. Les travaux furent probablement poursuivis par l'achèvement du pont supérieur, du château arrière, des gaillards et du gréement. La Suède n'avait pas encore développé d'industrie de tissage de voiles, et elle dut passer commande à l'étranger : en France, mais aussi en Allemagne et aux Pays-Bas. La plupart des voiles étaient faites de chanvre et le reste, de lin. Le gréement était entièrement constitué de chanvre importé de Lettonie par le biais de Riga. Le roi visita le chantier en janvier 1628, accomplissant ce qui fut probablement sa seule visite à bord du navire.

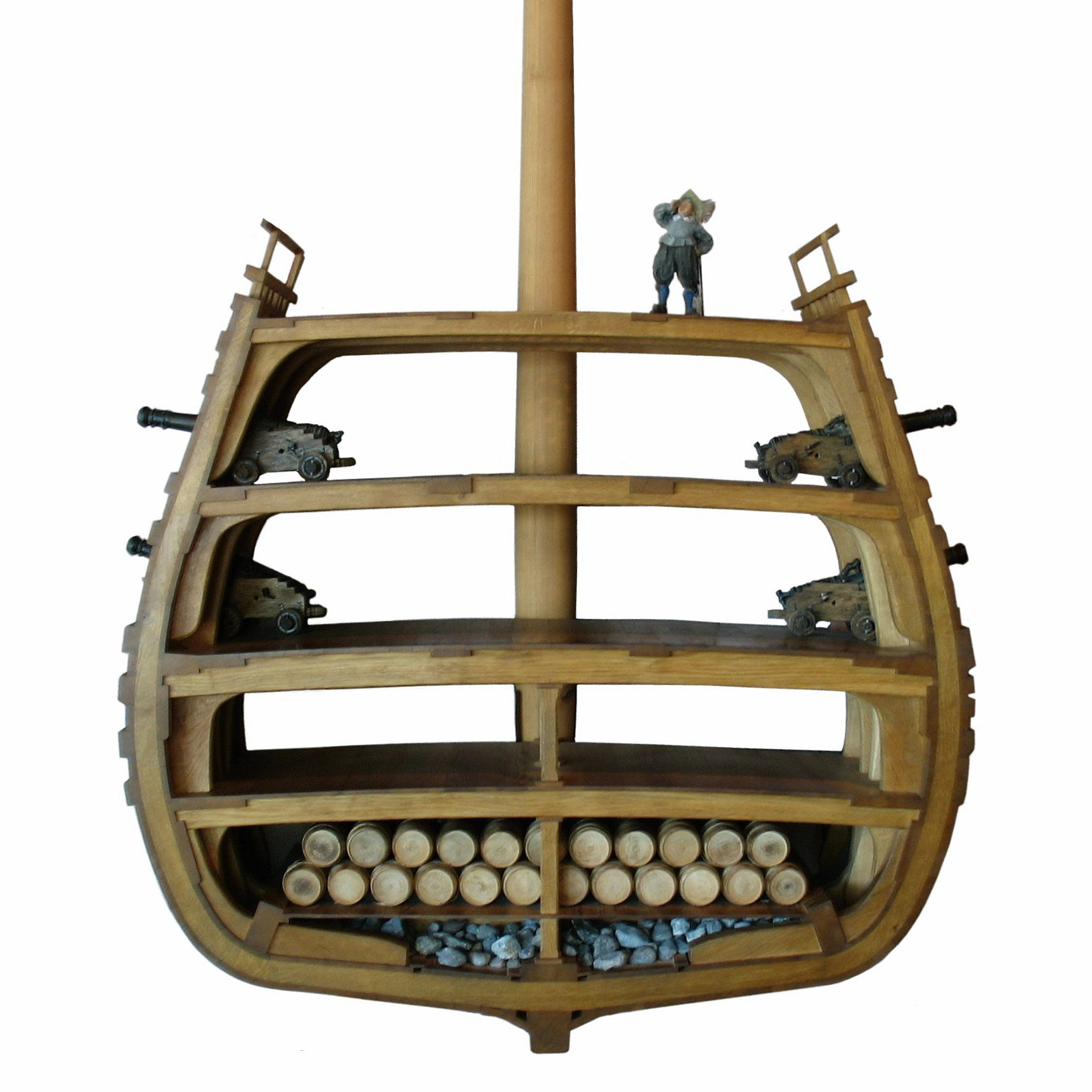
Modèle montrant une section transversale de la quille et des deux ponts munis de canons.

Au cours de l'été 1628, le capitaine chargé de superviser la construction du vaisseau, Söfring Hansson, organisa une démonstration pour prouver la stabilité du navire au vice-amiral responsable des acquisitions de matériel, Klas Fleming, récemment arrivé à Stockholm de retour de Prusse. On plaça donc sur le pont supérieur trente hommes, qui commencèrent à aller et venir d'un bord à l'autre pour faire rouler le navire, mais l'amiral dut mettre fin à l'épreuve après seulement trois changements de côté, tant il était à craindre que l'instabilité du navire ne le fît chavirer. Selon le témoignage du capitaine du navire, Göran Mattson, Fleming déclara qu'il souhaitait la présence du roi. Gustave Adolphe, en effet, n'avait eu de cesse, dans ses lettres, d'insister sur le fait que le navire devait être mis à la mer sitôt que possible.
Il y eut beaucoup de spéculations sur le fait que le Vasa aurait pu être allongé en cours de construction et pour savoir si le second pont, muni de canons, aurait pu être ajouté en fin de construction en décalant le centre de gravité de la coque. On a peu de raisons de penser que le Vasa aurait été sensiblement modifié après que la quille eut été posée. Des navires contemporains du Vasa ont bien été rallongés par découpage au milieu de la coque et adjonction de nouvelles pièces de bois aboutées entre les sections existantes. De tels aménagements sont évidemment visibles au premier coup d'œil ; or rien de tel ne peut être constaté sur la coque du Vasa. L'adjonction d'un deuxième pont à canons, en fin de construction, est plus difficile à réfuter avec l'augmentation du poids dans les hauts, mais il existe des arguments significatifs pour mettre en doute une telle hypothèse. D'abord, le roi ordonna la commande de 72 canons de 24 livres pour le vaisseau dès le 5 août 1626, et cela faisait beaucoup trop pour tenir sur un seul pont. L'ordre du roi ayant été donné moins de cinq mois après le début de la construction, il aurait été assez tôt pour inclure le second pont à canons dans les plans. De plus, le galion français Guise, dont le dessin avait servi de modèle pour le Vasa, selon Arendt Hybertsson, était également pourvu de deux ponts munis de canons.

### Le voyage inaugural et le naufrage

Mouvements du Vasa dans le centre de Stockholm : depuis les chantiers navals de Skeppsgården jusqu'à l'ancrage près de l'ancien château royal, où il a été équipé et armé au printemps de 1628, et enfin jusqu'au lieu du naufrage.

Le 10 août 1628, pour le voyage inaugural, le capitaine Söfring Hansson ordonna de mettre le cap vers la base navale d'Älvsnabben. Le temps était calme, le vent réduit à une légère brise de sud-ouest. Le vaisseau fut remorqué sur le front de mer de la rive sud du port, où trois voiles furent envoyées, et il commença à prendre la direction de l'est. Les sabords étaient ouverts, et une salve de canons salua la foule avant de quitter Stockholm. Le grand vaisseau était donc en route pour son voyage inaugural.
Dès qu'il eut quitté la partie abritée du port, une rafale de vent gonfla ses voiles, et le vaisseau s'inclina soudainement sur bâbord. Les voiles furent amenées rapidement, et le vaisseau se redressa de lui-même, dès que la rafale fut passée.
Alors que l'équipage tentait de rentrer les canons pour fermer les sabords, survint une seconde rafale, qui poussa à nouveau la gîte du navire sur bâbord, cette fois causant une voie d'eau par les sabords inférieurs encore ouverts. L'irruption de l'eau en grande quantité aggrava la gîte du navire. Le capitaine fit hisser toutes les voiles pour sauver le navire, mais le vent ne soufflait pas assez fort pour le redresser. Le navire sombra à une profondeur de 32 m environ, à seulement 120 m du rivage. Beaucoup de survivants purent s'accrocher aux débris flottants pour regagner la rive. De nombreuses embarcations se précipitèrent pour porter secours aux personnes qui se jetaient à l'eau ou aux quinze hommes réfugiés dans la vigie, mais en dépit de ces efforts et de la faible distance à la terre, 30 à 50 personnes, la plupart bloquées dans le pont inférieur, périrent noyées avec le navire, selon les rapports officiels. Les pavillons et le haut des mâts restèrent visibles, penchant fortement sur bâbord par suite du déplacement de tout le ballast, tandis que le navire s'enfonçait dans l'eau glacée. Cela se passa sous les yeux de centaines, voire de milliers de gens accourus pour assister à l'événement. Parmi eux, les ambassadeurs étrangers, alliés ou ennemis, furent aussi témoins de la catastrophe.

### L'enquête
Le roi fut averti du sort du Vasa par une lettre du 27 août. « Imprudence et négligence » ont été la cause, écrit-il avec colère dans sa réponse, exigeant en termes clairs que les coupables soient punis. Le capitaine Söfring Hansson, qui survécut à la catastrophe, fut immédiatement incarcéré, en attente de son jugement. Dans l'interrogatoire initial, il jura que les canons avaient été correctement arrimés et que l'équipage était à jeun. Une enquête, menée par un comité dont de nombreux membres faisaient également partie du Conseil privé, eut lieu auprès d'un tribunal composé d'amiraux et de conseillers, le 5 septembre 1628.
Chacun des officiers survivants fut interrogé, de même que l'ingénieur naval qui supervisait les travaux et un certain nombre de témoins experts. L'amiral du Royaume était également présent lors de l'enquête. L'objet de l'enquête fut autant sinon plus de trouver un bouc émissaire, que de savoir pourquoi le navire avait coulé : celui dont le comité pourrait démontrer la responsabilité dans cet énorme fiasco pouvait s'attendre à une peine sévère. Les membres survivants de l'équipage furent interrogés un par un sur la gestion du navire au moment de la catastrophe. Était-il bien gréé pour le vent ? L'équipage était-il à jeun ? Le ballast avait-il été correctement rangé ? Les canons étaient-ils bien arrimés ? Cependant, personne n'était disposé à recevoir le blâme. Les membres de l'équipage et les entrepreneurs se séparèrent en deux camps, chacun rejetant la responsabilité sur l'autre, chacun jurant qu'il avait sans faille accompli son devoir. Pour finir, les réponses furent jugées satisfaisantes, et on ne put établir aucun élément de preuve,.
Plus tard, l'accent fut mis sur la construction même du navire : « Pourquoi avez-vous construit ce navire si étroit, si mal, et avec des bas insuffisants en largeur qui l'ont amené à chavirer ? », demandèrent les enquêteurs au charpentier Jacobsson. Il répondit qu'il avait simplement obéi aux ordres. Jacobsson dit avoir construit le navire sous la direction de Henrik Hybertsson, depuis longtemps mort et enterré, qui avait suivi les instructions du roi. Jacobsson, du reste, avait voulu élargir les fonds du navire de 42 cm après avoir pris en charge les travaux, mais la construction du navire était déjà bien trop avancée pour permettre l'élargissement de la coque.
En fin de compte, aucun coupable ne fut trouvé. La réponse d'Arendt Hybertsson, invité par la cour à expliquer le naufrage, fut que « Dieu seul le sait ». Gustave Adolphe avait approuvé toutes les mesures et tout l'armement : le navire avait été construit selon les instructions et chargé avec le nombre de canons spécifié. Finalement, le naufrage fut expliqué comme un acte de Dieu. Le naufrage du Vasa fut un désastre financier avec une perte de plus de 52 000 dalers, une dépense énorme pour le petit État suédois.

## Histoire de la récupération duVasa

### Premières tentatives de récupération (1628)

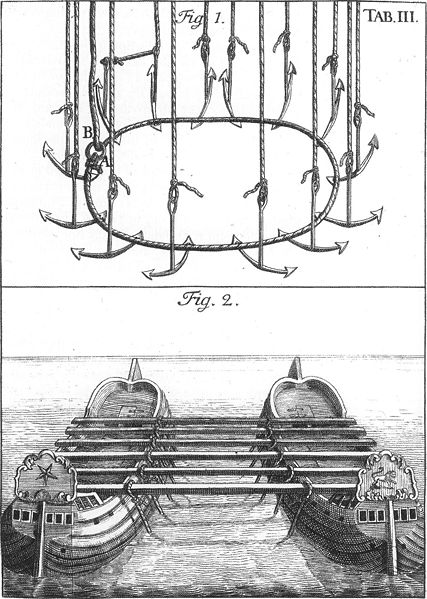
Illustration d'un traité sur le sauvetage de 1734, montrant la méthode traditionnelle de renflouement d'une épave à l'aide d'ancres et de pontons ou de carcasses de navires, pour l'essentiel la même méthode que celle utilisée pour extraire le Vasa au XXe siècle.

Moins de trois jours après la catastrophe, une offre fut lancée pour le renflouement du vaisseau, mais tous les efforts pour y parvenir échouèrent. Seuls la plupart des canons purent être récupérés. Les premières tentatives de renflouement du Vasa par l'ingénieur anglais Ian Bulmer aboutirent à redresser un peu le navire vers tribord, mais aussi à l'envaser plus profondément : ce fut là sans doute l'un des plus grands obstacles aux premières tentatives pour récupérer le navire.
Certes les techniques de renflouement au début du XVIIe siècle étaient primitives par rapport à celles d'aujourd'hui, mais celles qui furent appliquées trois siècles plus tard n'étaient pas tellement différentes. Deux coques de navires ou pontons étaient placés en parallèle de chaque côté au-dessus de l'épave, puis des cordes où des chaînes, auxquelles étaient attachées plusieurs ancres, étaient envoyées par le fond et accrochées à l'épave. Les deux pontons ou carcasses étaient remplies avec le maximum d'eau possible, puis les liens et cordes étaient tendus et l'eau était pompée dans les carcasses. L'épave remontait alors avec les coques ou carcasses vidées, et on pouvait la transporter vers des eaux moins profondes. On répétait ensuite l'opération jusqu'à ce que l'ensemble de la coque de l'épave du navire arrive en surface. Si cette technique éprouvée ne put aboutir à l'époque, c'était à cause de l'envasement de la coque du navire qui demandait des forces considérables pour qu'on parvînt à le décoller du fond.

### La récupération des canons (1664)
Plus de 30 ans après le naufrage du navire, en 1664, Albreckt von Treileben et Andreas Peckell montèrent une opération pour récupérer les précieux canons. Avec une simple cloche de plongée, l'équipe composée en tout d'un Suédois et d'un Allemand parvint à récupérer plus de 50 d'entre eux.

### Une période de relatif oubli
L'idée du renflouement finit par quitter les esprits, mais on ne perdit pas pour autant le souvenir du Vasa après la récupération des canons. Le navire fut mentionné à plusieurs reprises dans des livres sur l'histoire de la Suède ou de sa marine, avec des indications variées sur la localisation de l'épave et des circonstances exactes du naufrage.
En 1844, l'officier de marine Anton Ludwig Fahnehjelm, qui avait déjà participé à d'autres opérations de sauvetage et était même l'inventeur d'un dispositif d'éclairage de plongée, fit une demande pour acquérir des droits sur le navire, faisant valoir qu'il l'avait localisé.
On n'a pas de traces de demandes postérieures à celle de Fahnehjelm, et il est probable qu'il n'y en eut aucune. On a retrouvé dans les archives du musée de la Ville de Stockholm une carte datant de la fin des années 1830, qui marque l'emplacement exact du navire avec le mot wrak (« épave ») cerclé en pointillé, ainsi que le détail coté de la profondeur des fonds autour de l'épave. En 1999, un témoin a également affirmé que son père, maître dans la marine suédoise, avait participé à des exercices de plongée sur le Vasa au cours des années 1920.

### La localisation de l'épave (années 1950)
Au début des années 1950, l'archéologue amateur Anders Franzén examina la possibilité de récupérer des épaves des eaux froides et saumâtres de la Baltique, considérant que celles-ci ne pouvaient accueillir le taret (Teredo navalis) habituellement responsable de la destruction rapide des coques de bois dans les mers plus chaudes et plus salées. Franzén avait réussi à localiser des épaves, comme celles du Riksäpplet et du Lybska Svan, et après de longues et patientes recherches, il commença à s'intéresser au Vasa. Il passa des années à sonder les eaux autour des localisations les plus probables de l'épave, sans succès. Puis il finit par déceler une anomalie très significative un peu au sud du dock Gustav V, à Beckholmen. En 1956, il réussit à mettre en évidence, grâce à une sonde de carottage (munie d'un emporte-pièce métallique à l'extrémité affûtée) qu'il avait lui-même mise au point, un grand objet en chêne noirci presque parallèle à l'embouchure du quai de Beckholmen. Le scaphandrier Per Edvin Fälting auquel Anders avait fait appel plongea pour déterminer l'origine du fragment et découvrit le Vasa. La localisation de l'épave suscita un intérêt considérable, même si le navire ne pouvait pas être identifié de manière certaine sans un examen approfondi. Peu de temps après l'annonce de la découverte, on commença à établir des plans pour déterminer comment procéder à des fouilles et tenter de renflouer le Vasa. La marine suédoise fut impliquée dès le départ, ainsi que plusieurs musées, avec le Conseil national du patrimoine, formant un groupe d'experts qui constituèrent finalement le Comité du Vasa, prédécesseur du Conseil du Vasa.

### La récupération finale (1961)

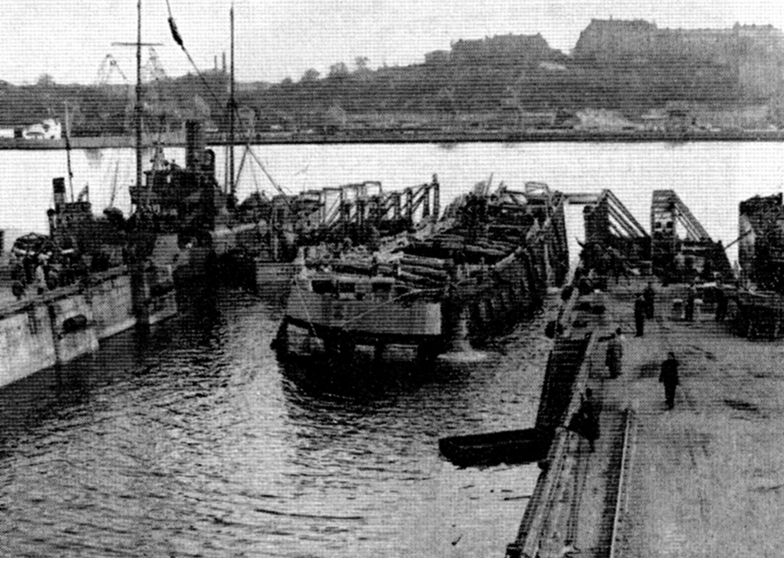
Le Vasa entre en cale sèche (1961).

L'épave fut levée de manière relativement simple, par le creusement sous la coque de six tunnels dans lesquels on passa des câbles d'acier attachés à une paire de pontons de levage. Le travail sous le navire était extrêmement dangereux. Il fut accompli par des plongeurs munis de lances à haute pression qui rejetaient la vase hors des tunnels. La visibilité était pratiquement nulle la plupart du temps, et réduite à seulement quelques mètres dans les meilleurs cas. Un risque réel existait que l'épave ne se déplace ou s'enfonce plus profondément dans la vase pendant qu'un plongeur travaillait dessous. La quasi-verticalité des tunnels au niveau des flancs faisait craindre un effondrement sur l'un des plongeurs qui pouvait être enseveli à tout moment. En dépit des conditions très dangereuses, plus de 1 300 plongées furent effectuées pour ce sauvetage, sans qu'on ait eu à déplorer d'accidents graves.
Le navire fut soulevé à l'aide d'une série de dix-huit élévateurs en août-septembre 1959, depuis le fond, à 32 m, jusqu'à une profondeur de 16 m, plus facile à atteindre, dans la région bien abritée de Kastellholmsviken, où il fut soigneusement préparé durant une année et demie. Les ponts supérieurs furent débarrassés de la vase et des débris qui les envahissaient, de manière à alléger l'épave. Puis on fit tous les efforts pour la rendre étanche autant qu'il se pouvait, par la fermeture des sabords et l'obturation des trous laissés libres par les boulons de fer disparus, rongés par la rouille, mais surtout par la construction d'une cloison étanche à l'arrière de la coque, tout le château de poupe s'étant détaché et effondré.
La remontée de la coque débuta le 8 avril 1961 et, le 24 avril, le Vasa était prêt à refaire surface, pour la première fois depuis 333 ans. La presse mondiale, les caméras de télévision, 400 invités, sur des péniches et bateaux, ainsi que des milliers de spectateurs sur le rivage, purent voir l'épave apparaître à la surface. Le navire fut ensuite obturé et calfaté, et prit place sur un ponton flottant. Il fut de la sorte remorqué jusqu'à la cale sèche Gustav V, dans l'attente des fouilles archéologiques de toutes les parties intérieures.

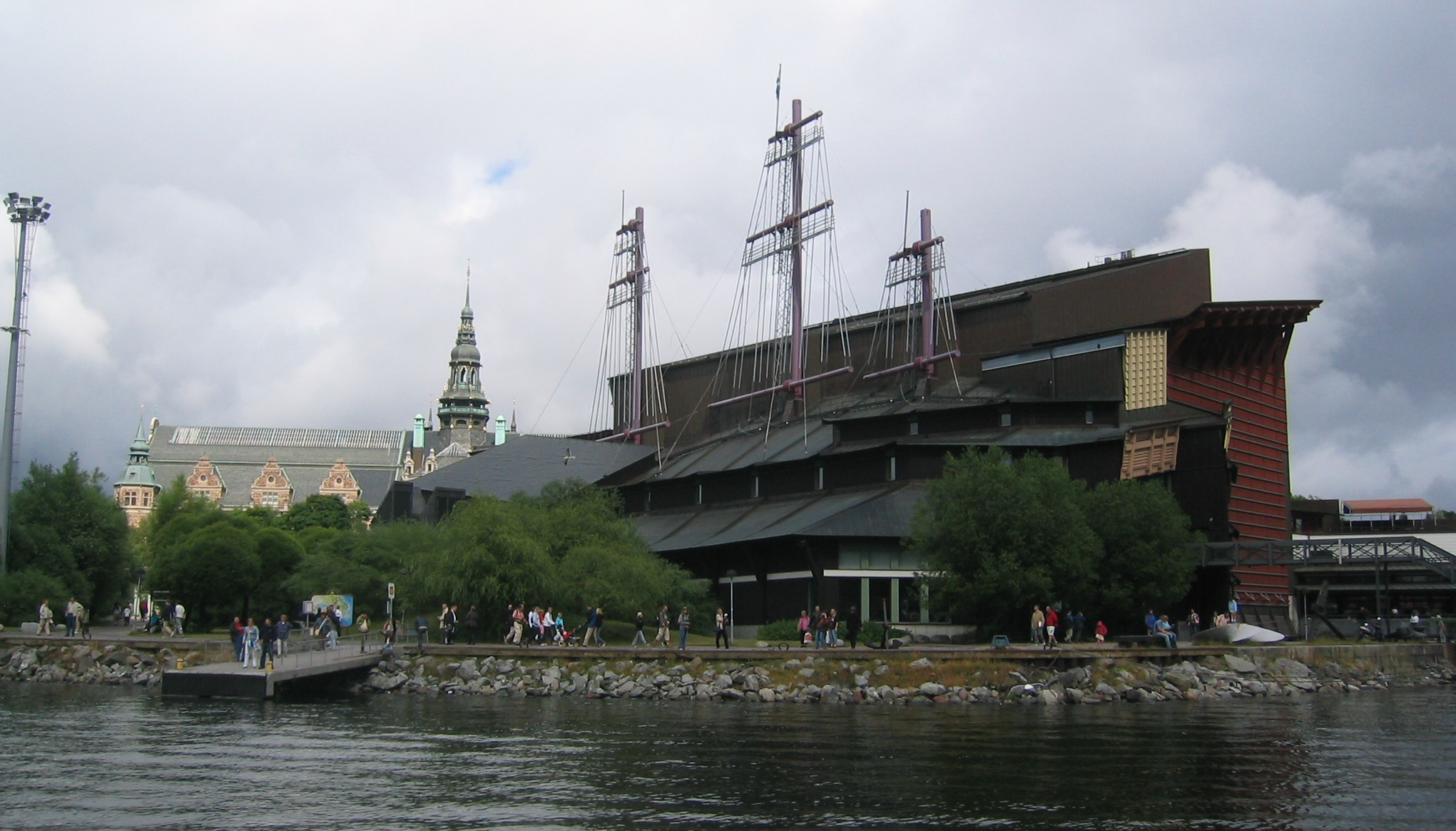
Le musée Vasa.

### La mise à l'abri de l'épave
Dès la fin de 1961, le Vasa était hébergé dans une structure temporaire appelée Wasavarvet (« le chantier naval du Vasa »), où il était très à l'étroit, ce qui rendait impossible la vue de tout le navire à la fois : les visiteurs pouvaient le contempler de seulement deux niveaux, avec un recul de 5 m au plus et dans une atmosphère étouffante, le navire étant vaporisé et arrosé en permanence afin de contrôler son séchage.
En 1981, le gouvernement suédois décida la construction d'un bâtiment conçu tout exprès pour l'accueillir, et un concours fut alors lancé. Les travaux s'achevèrent en 1987, et le Vasa, encore en chantier, put être remorqué jusqu'au musée Vasa en décembre 1988. Le musée a ouvert ses portes en 1990.

## Caractéristiques

### Armement

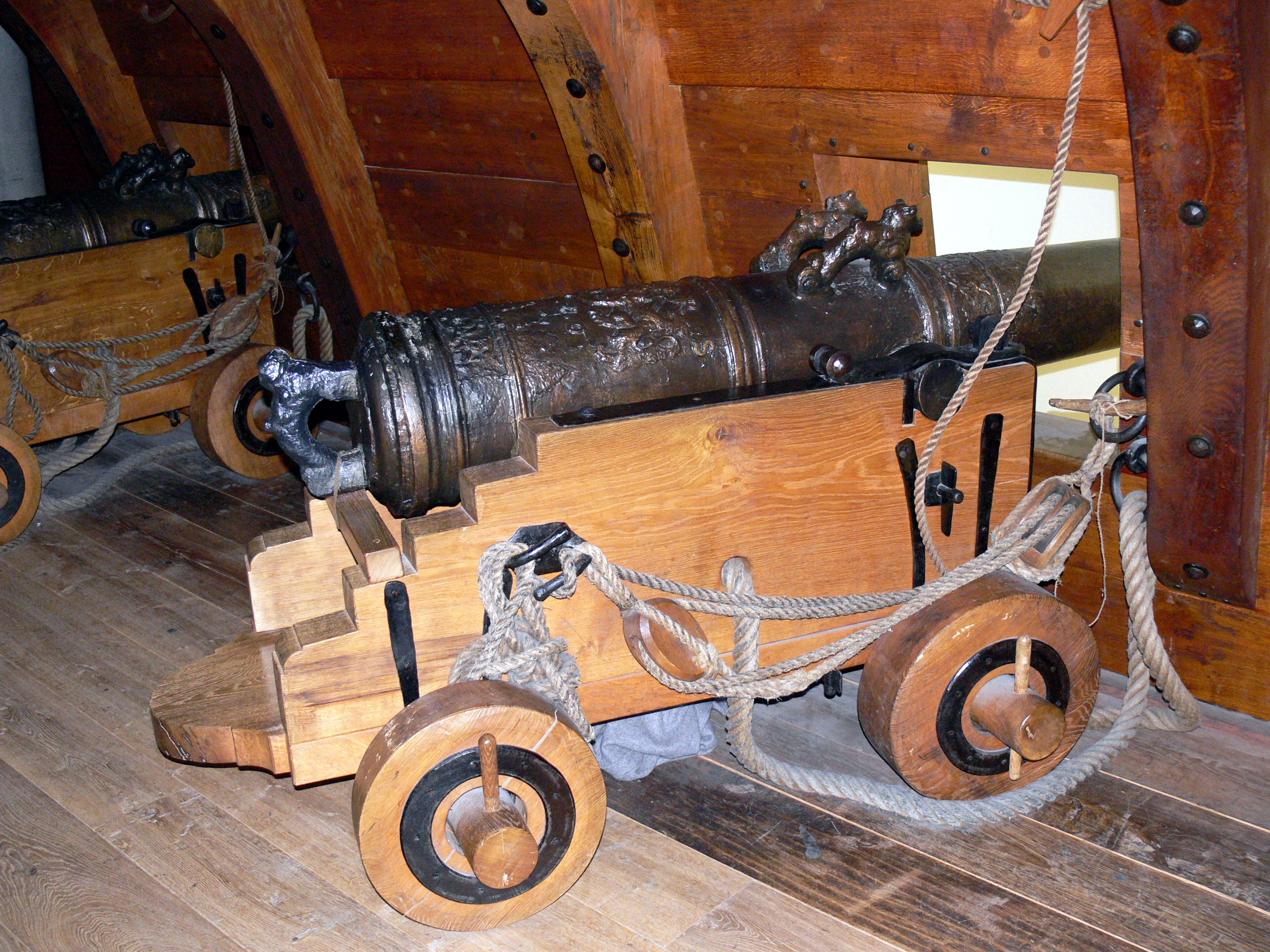
Reconstitution en taille réelle des batteries du navire.

Le Vasa a été construit durant une période de transition dans la tactique navale, entre une ère ancienne où l'abordage était encore l'un des principaux moyens d'attaque contre les navires ennemis et une nouvelle où les navires strictement organisés en ligne assuraient leur victoire par la supériorité et la meilleure disposition de leur puissance de feu. Le Vasa était armé de puissants canons et portait un haut château arrière, capable de jouer le rôle de plate-forme de tir dans des actions d'abordage pouvant engager 300 soldats. Le Vasa n'a jamais été ni le plus grand navire jamais construit, ni celui comportant le plus grand nombre de canons. Ce qui fait de lui le plus puissant navire de guerre de son époque, c'est que la masse combinée des munitions pouvant être tirées par les canons sur chacun de ses flancs pouvait atteindre 588 livres (267 kg). Ce record a tenu jusqu'aux années 1630, où l'on a construit des navires pouvant tirer une masse de munitions encore plus élevée. Cette énorme puissance de feu, qui constituait un avantage considérable, fait que le Vasa était relativement assez faible par rapport à l'armement qu'il portait. Par comparaison, la célèbre frégate de l'ère napoléonienne USS Constitution, construite 169 ans après le Vasa, avait une batterie équivalente à celle du Vasa, mais une bordée plus lourde de 700 kg.
Au XVIIe siècle, l'artillerie navale n'en est encore qu'à ses débuts. Les armes à feu étaient coûteuses et avaient une durée de vie beaucoup plus longue que celle de n'importe quel navire de guerre. Des canons d'une durée de vie de près d'un siècle ne sont pas inconnus, alors que la plupart des navires de guerre n'étaient utilisés que pour 15 à 20 ans. En Suède comme dans de nombreux pays européens, les navires n'avaient pas un armement qui leur était attaché en propre, mais recevaient pour chaque mission un armement de l'arsenal. Les navires étaient donc principalement équipés de canons d'âge et de taille très divers. Ce qui a permis au Vasa d'avoir une telle puissance de feu, ce n'est pas seulement qu'un nombre inhabituellement élevé de canons ont été rassemblés dans un bateau relativement petit, mais que 46 des 48 gros canons de 24 livres étaient d'un modèle récent plus léger, normalisé (les deux derniers étant des canons lourds de conception plus ancienne).
Les canons présents sur le Vasa étaient toujours fondus individuellement dans des moules à usage unique, mais avaient une telle précision d'uniformité dans leur conception que leur taille varie de quelques millimètres seulement et que leur calibre est toujours presque exactement de 146 mm (5,7 pouces). Le reste de l'armement du Vasa comprenait huit canons de trois livres, six obusiers de gros calibre pour l'utilisation lors des opérations d'abordage, et deux fauconneaux d'une livre. En outre, il emportait à son bord 894 kg de poudre pour le tir des canons.

### Les décors sculptés

#### Style des sculptures
Comme c'était la coutume sur les navires de guerre de cette époque, le Vasa avait été décoré de sculptures glorifiant l'autorité, la sagesse et les prouesses militaires du roi, mais aussi de figures de dérision, de sarcasme, propres à intimider l'ennemi. Les sculptures représentaient une part considérable de l'effort et du coût de construction du navire et le rendaient plus lourd, ce qui pénalisait fortement sa maniabilité. L'iconographie des éléments de décor du navire puise son inspiration dans l'Antiquité gréco-romaine ou dans la Bible, ce qui était typique des bateaux scandinaves durant la Renaissance. Beaucoup de sculptures se rattachent au style baroque hollandais, montrant des créatures fantastiques et effrayantes, avec des sirènes, des sauvages, des tritons et des monstres marins. La décoration intérieure du navire est beaucoup plus sobre, limitée essentiellement aux quartiers des officiers et à la cabine de l'amiral, tous situés dans le château arrière.

#### Couleurs

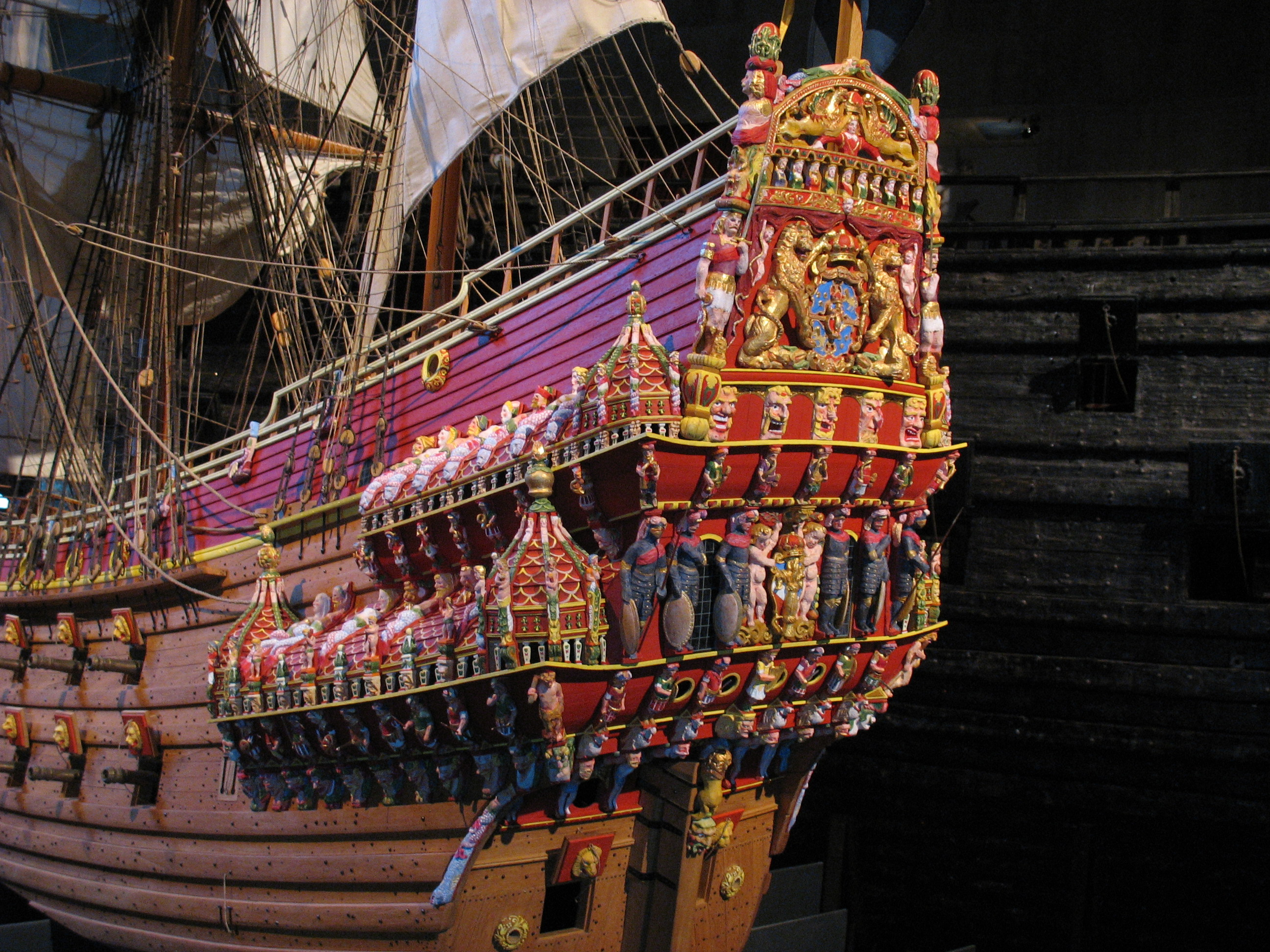
Maquette du Vasa à l'échelle 1/10, musée Vasa. Les sculptures sont peintes d'après les nombreuses traces de polychromie découvertes lors des fouilles.

Des traces de polychromie ont été trouvées sur de nombreuses sculptures et autres parties du navire. L'ensemble de l'ornementation était donc peint de couleurs vives. Les côtés de la poulaine, les pavois, les toitures des galeries, et le fond du tableau arrière étaient recouverts de peinture rouge, tandis que les sculptures étaient décorées de couleurs vives (certaines étaient recouvertes de feuilles d'or).
Il y a peu de temps encore, on pensait que la couleur de fond était le bleu, et que toutes les sculptures étaient dorées, comme on peut le voir dans de nombreuses représentations picturales du Vasa, des années 1970 au début des années 1990, dans le dessin animé très spectaculaire de Björn Landström ou le tableau peint de Francis Smitheman.
À la fin des années 1990, cette opinion a été revue et les couleurs sont sans doute plus correctement reflétées dans les reproductions de la décoration du navire du peintre de marine Tim Thompson ou sur le modèle à l'échelle 1:10 exposé au musée. Le Vasa est en définitive un exemple, non pas de la sculpture dorée du début du baroque, mais plutôt « le dernier souffle de la tradition de la sculpture médiévale » avec une prédilection pour les couleurs voyantes, proche de ce qu'on appellerait aujourd'hui le style « kitsch ».

#### Description de l'ornementation

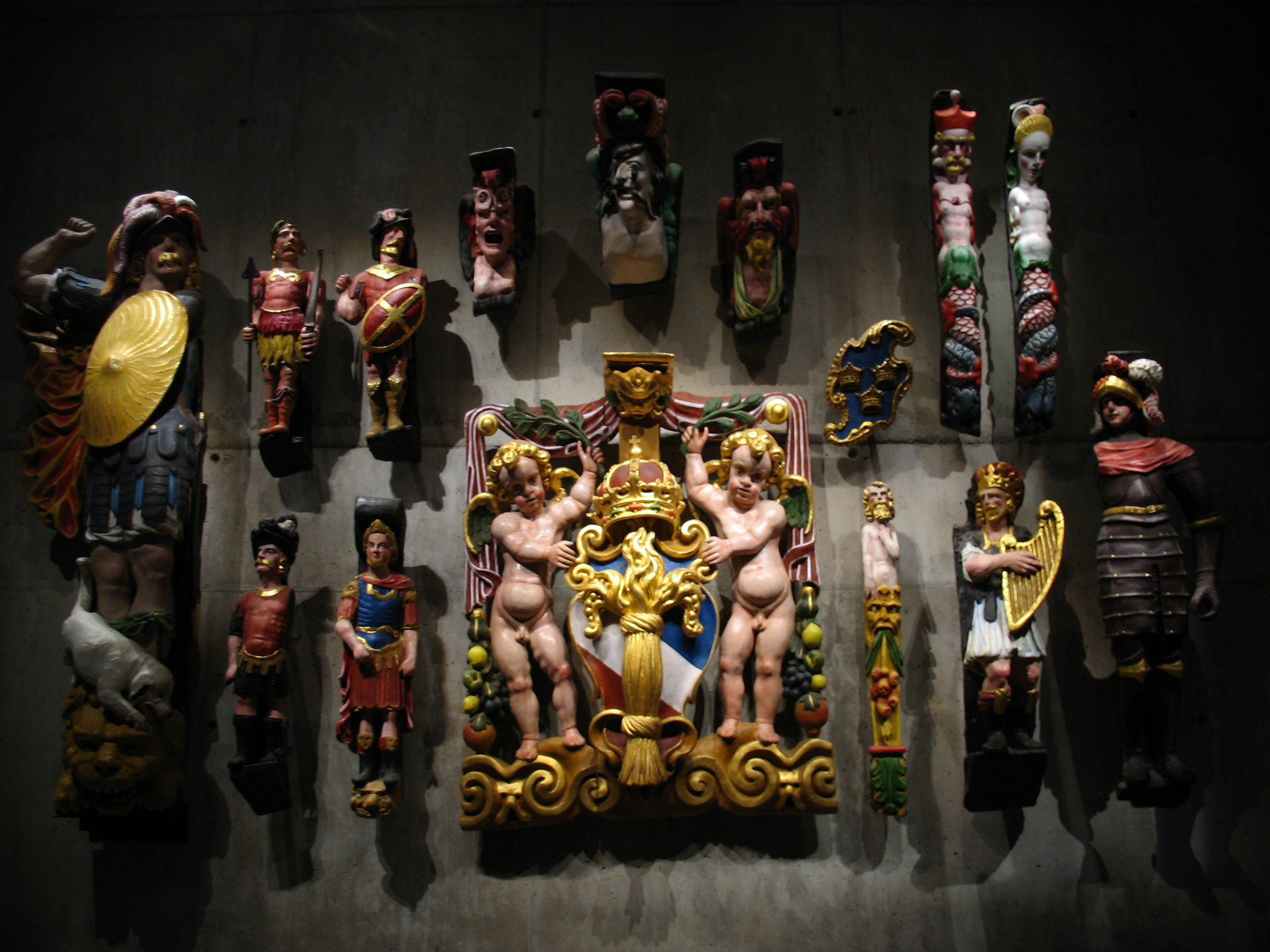
Reproductions peintes de sculptures du Vasa (musée Vasa). Le panneau au centre figure deux angelots portant les armes de la famille Vasa.

Les sculptures sont taillées dans du chêne, du pin ou du tilleul, et beaucoup des plus grosses pièces, comme l'immense lion de la figure de proue, qui mesure plus de trois mètres, se composent de plusieurs parties sculptées individuellement et ajustées à l'aide de boulons. Le navire porte près de 500 sculptures, dont la plupart sont concentrées sur le château arrière et ses galeries, ainsi que sur la poulaine.
Deux figures d'Hercule sont présentées comme une paire, l'un plus jeune étant le pendant de l'autre plus âgé, disposés de chaque côté de la partie inférieure des galeries de la poupe ; ces « pendants » tant en peinture qu'en sculpture, montrant deux âges opposés de la vie d'un même héros, ont été extrêmement populaires aussi bien dans l'Antiquité que dans l'art européen du XVIIe siècle. Le tableau arrière est décoré de thèmes et symboles bibliques ou patriotiques. Le lion revient sans cesse dans cet ensemble décoratif : on le trouve aussi bien sur les mascarons montés sur la paroi intérieure des sabords que portant les armoiries royales, ou encore sur la figure de proue, et même accroché à la partie supérieure du gouvernail. Les côtés de la poulaine portaient vingt figures d'empereurs romains, de Tibère à Septime Sévère. Dix-neuf d'entre elles ont été retrouvées. Globalement, l'iconographie vise à glorifier le roi, dont le seul portrait réel se trouve en imposte au sommet du tableau arrière. Il est représenté en jeune homme aux cheveux longs qui lui coulent sur les épaules, sur le point d'être couronné par deux griffons, symbolisant Charles IX, son père.
Au moins six maîtres sculpteurs ont travaillé en équipe pendant au moins deux ans sur les sculptures, probablement avec l'aide d'un nombre inconnu d'apprentis et d'assistants. Aucune sculpture n'est signée, mais, pour certaines d'entre elles, le style de l'un de ces artistes, Mårten Redtmer, est clairement identifiable. D'autres artistes, comme Hans Clausink, Johan Didrichson Tijsen (ou Thessen en suédois) et, éventuellement, Marcus Ledens, sont connus pour avoir été employés pour des travaux au chantier naval au moment de la construction du Vasa, mais leurs styles ne sont pas suffisamment distincts pour qu'on puisse les associer avec certaines sculptures en particulier.
D'une figure sculptée à l'autre, la qualité artistique varie considérablement, au point que quatre styles distincts au moins peuvent être décelés. Le seul travail directement associable à un artiste est celui de Mårten Redtmer, dont le style a été décrit comme « puissant, dynamique et naturaliste », avec une grande certitude d'identification pour un bon nombre de figures, notamment certaines pièces parmi les plus importantes et les plus prestigieuses : le lion de la figure de proue, les armoiries royales et le portrait du roi au sommet de l'imposte. Deux autres styles sont décrits, l'un comme « assez élégant, maniériste et stéréotypé », l'autre comme « lourd, mais néanmoins agréable, riche et d'un style animé ». Le quatrième et dernier style, considéré comme bien inférieur aux trois autres, est décrit comme « rigide et disgracieux » : c'est le travail accompli par d'autres sculpteurs, peut-être même des apprentis, de moindre talent.

## Étude archéologique
Le cas du Vasa constituait un défi sans précédent pour les archéologues. Jamais auparavant une structure à quatre étages avec l'essentiel de son contenu d'origine, en grande partie intact, n'avait été ainsi rendu disponible pour une fouille archéologique. Les conditions dans lesquelles l'équipe devait travailler ajoutaient encore aux difficultés. Le navire dut être maintenu humide pour éviter qu'il ne se disloque avant même qu'il puisse être étudié et conservé. Les fouilles furent donc menées sous une bruine constante d'eau et dans des couches de boue qui pouvaient atteindre plus d'un mètre d'épaisseur. Afin d'établir une identification convenable des lieux de découverte du mobilier, la coque fut divisée en plusieurs sections délimitées par les nombreuses poutres de la structure, le tablier et une ligne longitudinale tracée tout au long du navire, de la poupe à la proue. La plupart des ponts furent fouillés individuellement, mais parfois les travaux progressèrent plus rapidement sur certains niveaux.

### Détérioration de l'épave

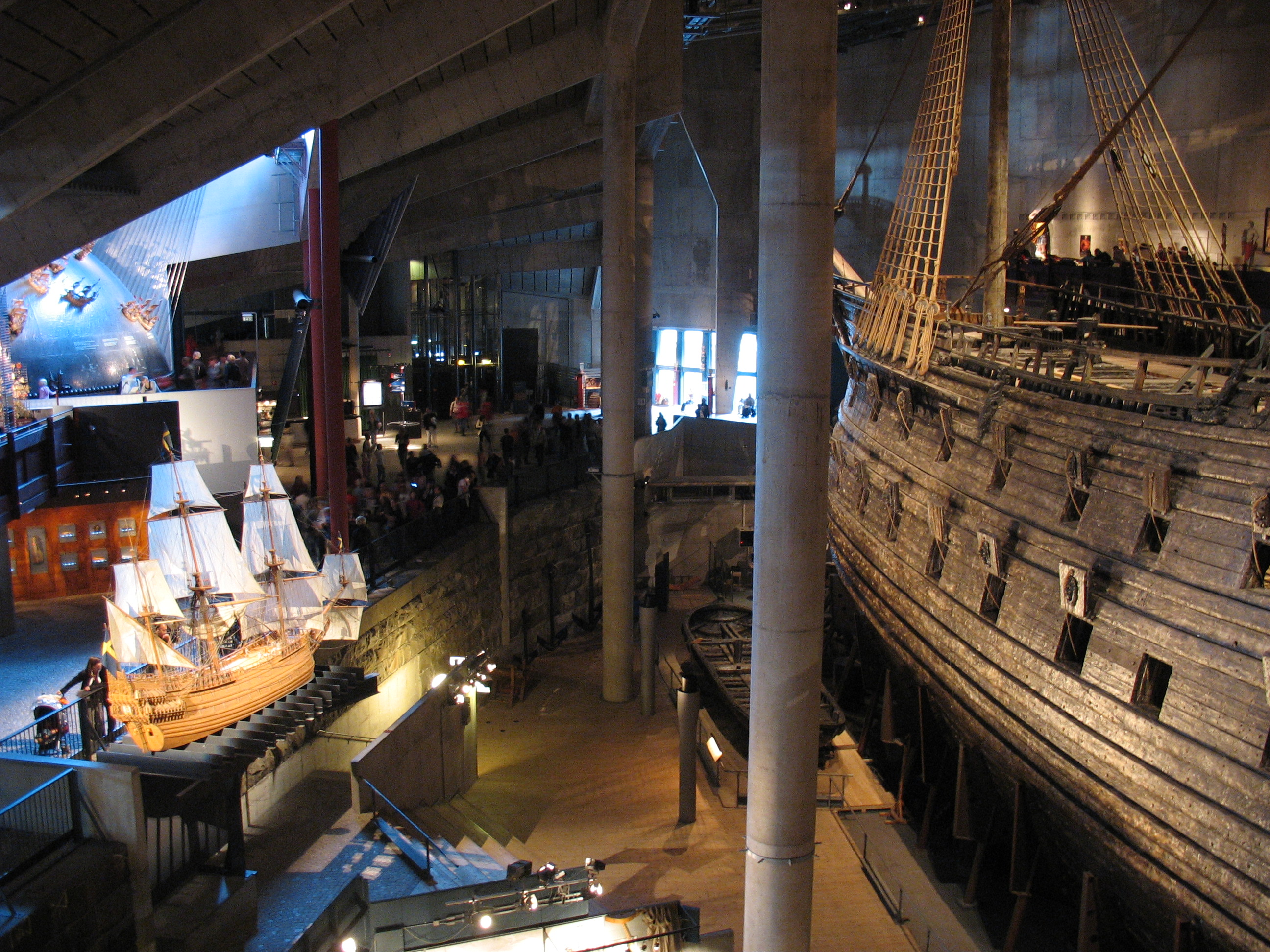
Musée Vasa.

Durant les 333 années où le Vasa gisait sur le fond du chenal maritime de Stockholm, il fut soumis, ainsi que son contenu, à des forces destructrices, au premier rang desquelles étaient la décomposition et l'érosion. Parmi les premiers éléments à s'être décomposés figurent les milliers de boulons de fer qui maintenaient en place la poulaine et une grande partie du château arrière, qui concentrent l'ensemble des sculptures de bois du navire. La quasi-totalité du fer contenu sur le bateau fut dissous par la rouille en quelques années, et des objets ferreux volumineux tels que les munitions et pièces de canons, il n'est guère resté qu'un peu de carbone. Cela a permis de conserver la forme de nombreux objets métalliques, alors que leur teneur en métal réel était infime. Des restes humains, les tissus mous ont été rapidement anéantis par les bactéries, les poissons et crustacés, tandis que les os n'étaient souvent maintenus ensemble que par les vêtements. Ces vêtements quant à eux, ainsi que les objets de cuir, comme des bourses ou des chaussures, ont été très mal conservés, mais beaucoup d'entre eux ont cependant survécu dans des états variables jusqu'à leur résurrection du XXe siècle.
Le château arrière tout entier, qui abritait le quartier des officiers et maintenait la traverse, s'effondra peu à peu dans la boue avec toutes les sculptures décoratives, dont il ne resta en place que de minuscules traces de peinture et de feuille d'or. Les galeries extérieures, simplement clouées sur les côtés du château arrière, ne tardèrent pas à s'effondrer et reposaient presque directement au-dessous de leur emplacement d'origine. Beaucoup d'éléments en bois ont été également transportés par les courants et par l'écoulement des sédiments de boue, et certains éléments sculpturaux s'en trouvèrent si dégradés qu'ils étaient à peine reconnaissables comme des sculptures lorsqu'ils furent récupérés.
En plus des détériorations causées par des forces naturelles, le navire eut à subir de nombreux dommages mécaniques causés par les hommes. Les opérations de récupération plus ou moins couronnées de succès des années 1629 à 1680 ont eu un impact considérable sur la structure du navire. Pour récupérer les canons, Peckell et Treileben avaient brisé et retiré une grande partie du platelage du pont situé au-dessus des canons. Peckell a aussi signalé qu'il avait récupéré 30 charretées de bois du navire, qui pourraient avoir inclus non seulement des planches et des éléments de structure, mais aussi quelques-unes des sculptures aujourd'hui disparues, telles que la figure grandeur nature du guerrier romain près de la proue ou la statue de Septime Sévère qui ornait le côté bâbord de la poulaine. De plus, le Vasa gisait dans un canal de navigation très fréquenté, où des tonnes de scories et de matériaux ont été déversées sur le navire dès le XIXe siècle, ce qui provoqua un nouvel effondrement du château arrière et de la majeure partie du pont supérieur. On a également retrouvé des traces d'ancres qui avaient trouvé prise sur la coque du navire et causé des dommages lors de leur arrachement.

### Objets découverts

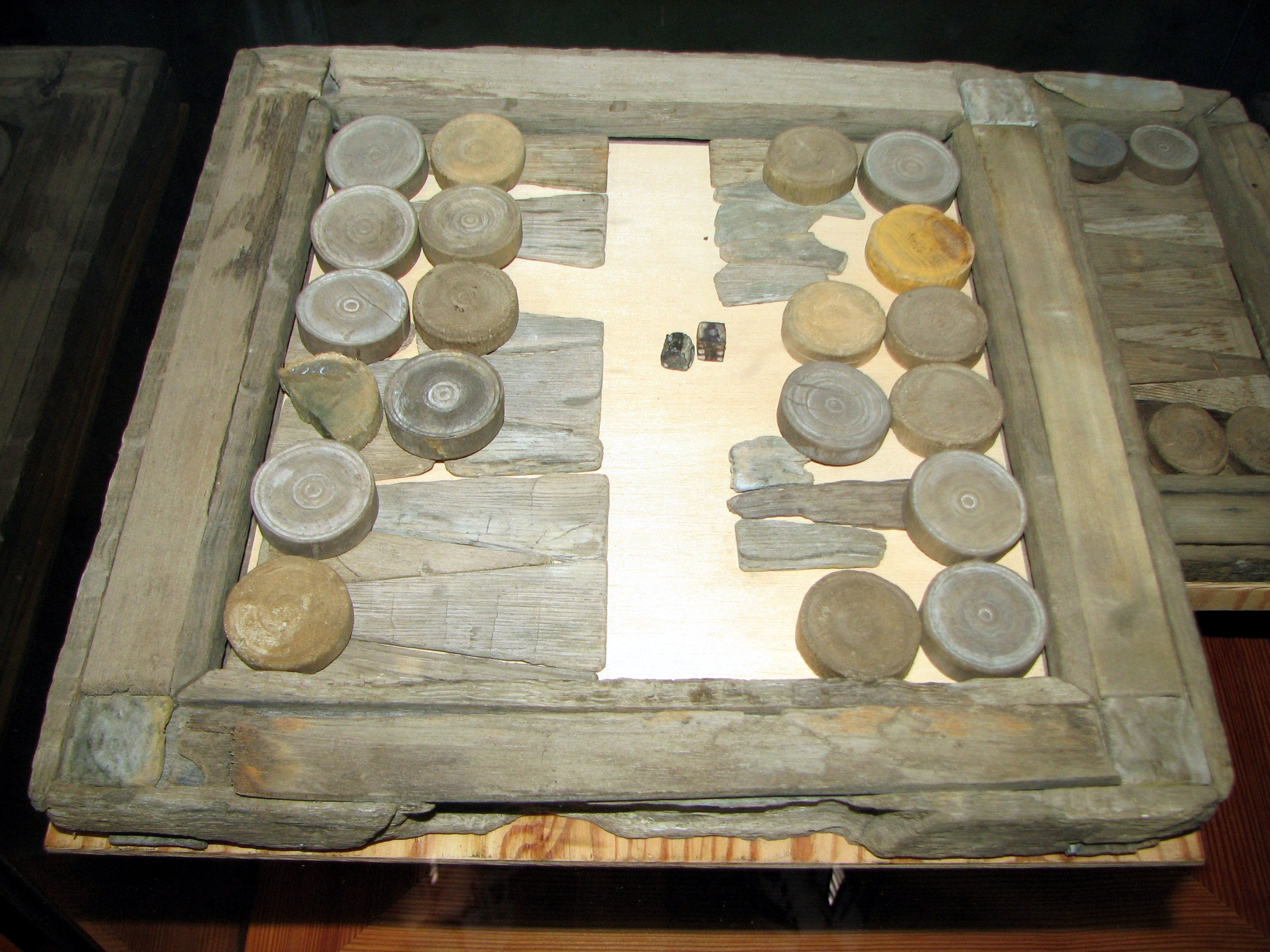
Tablier de jeu de tables découvert complet sur le Vasa, avec les dés et les pions.

Le navire était conservé sur quatre niveaux : la batterie haute et la batterie basse, le pont inférieur et la cale. En raison des contraintes de la préparation du navire en vue de sa préservation, les archéologues ont dû travailler rapidement, par journées de treize heures d'affilée au cours de la première semaine des travaux d'excavation. La batterie haute avait été très endommagée, à la fois par les matériaux issus de l'effondrement des différents niveaux et par la contamination due au milieu environnant. Néanmoins, cette batterie haute a révélé de nombreux objets intéressants, comme un coffre bien préservé contenant des effets personnels, dont un chapeau de feutre, des outils de couture, un peigne, deux paires de souliers, une forme à chaussure, des gants, un baril d'eau-de-vie, une cuillère en bois, une quantité de pièces de monnaie et quelques objets de moindre importance. Cela, avec beaucoup d'autres découvertes, témoigne de la vie simple d'un marin du XVIIe siècle.
Initialement, les éléments découverts furent répertoriés selon les objets dont ils avaient fait partie. Plus tard, cette méthode a évolué, de manière à compter, par exemple, les douves ou les cerclages d'un tonneau comme des objets distincts, ce qui a considérablement augmenté le nombre d'objets, à tel point que le catalogue actuel, dont une partie est disponible en ligne, comporte plus de 26 000 objets répertoriés.
Après que le navire lui-même eut été récupéré et fouillé, on compléta la recherche par la fouille du site tout entier, de manière à récupérer les artefacts restants et la plupart des quelque 700 sculptures qui ornaient l'extérieur du navire. Le dernier objet remonté fut la chaloupe, trouvée le long du navire : on suppose qu'elle se trouvait sur le pont supérieur ou bien remorquée par le Vasa au moment du naufrage.

### Causes du naufrage

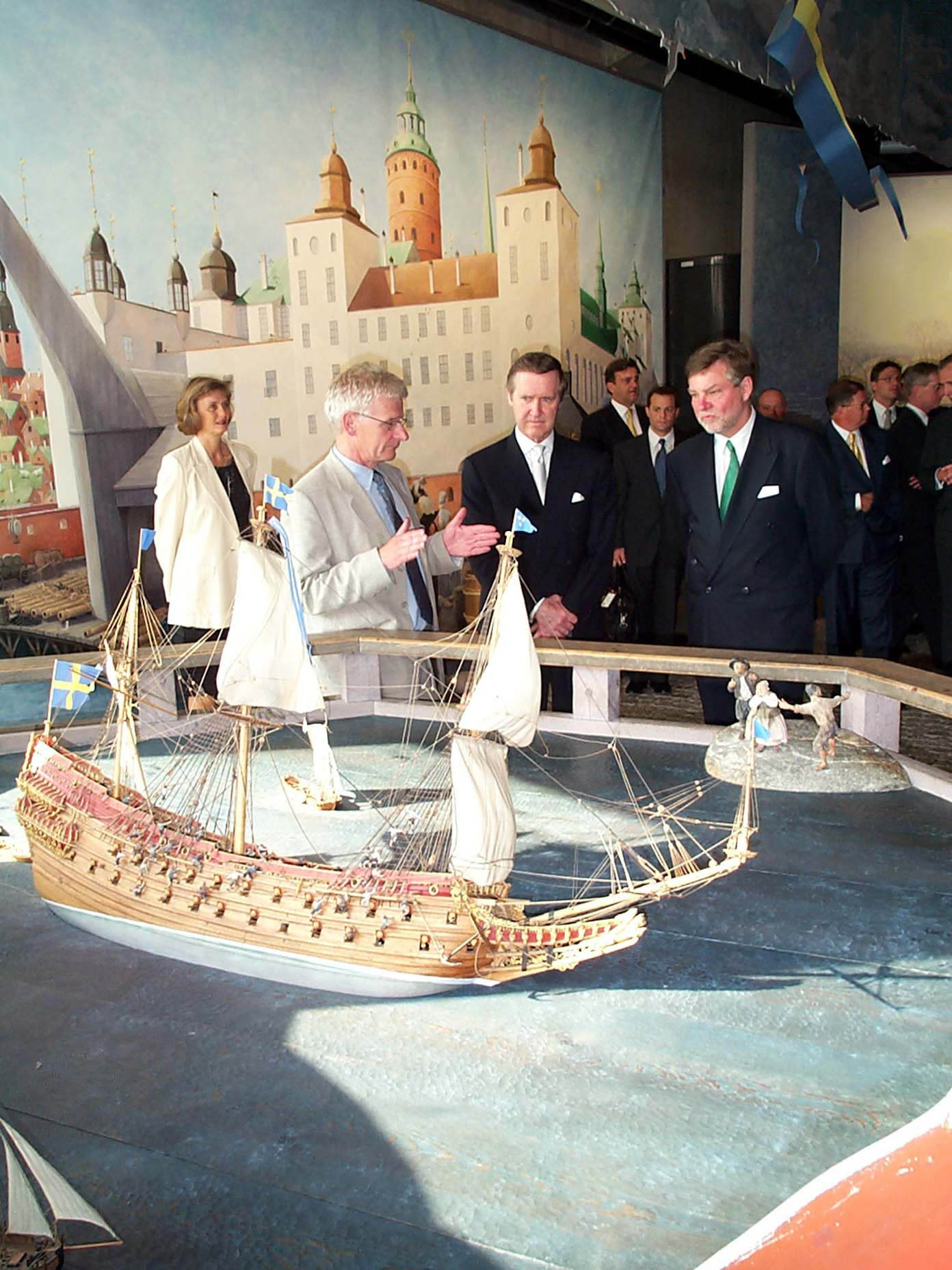
L'ancien directeur du musée Vasa, Klas Helmerson (à gauche), exposant les circonstances du naufrage au secrétaire américain à la Défense William Cohen (au centre) et au ministre suédois de la Défense Björn von Sydow (à droite).

Au XVIIe siècle, les exigences de conception et les calculs pour la construction d'un navire n'existaient que dans la tête du charpentier de marine. Les théories scientifiques sur la conception du bateau ou sa stabilité n'avaient pas encore été développées. Des facteurs aussi importants que le centre de gravité du navire devaient être estimés à partir de l'expérience du constructeur. La coque du Vasa était divisée en trois ponts et un compartiment de fond contenant le lest, qui se composait de larges pierres serrées les unes contre les autres. Lors de sa récupération, le navire a été trouvé avec sa cale intacte, pleine de pierres de lest. Le Vasa en avait embarqué 120 tonnes, mais ce n'était pas suffisant pour compenser le poids considérable des hauts, et un léger grain aurait certainement suffi à déstabiliser le navire. Une pratique courante de l'époque voulait que les armes lourdes fussent placées à la batterie basse, de manière à réduire le poids sur le pont supérieur et ainsi améliorer la stabilité. Les plans d'armement ont été modifiés à plusieurs reprises lors de la construction du Vasa, où l'on est passé de 24 canons à la batterie basse et 12 canons plus légers à la batterie haute à 24 canons sur les deux ponts. De fait, les postes de tir du pont supérieur ont la bonne taille pour des canons de 12 livres, et la décision finale de porter du 24 livres sur la batterie haute a probablement contribué à la mauvaise stabilité du navire.
Les vaisseaux de guerre de l'époque, même armés selon les règles, étaient très instables. Une des principales raisons en est qu'ils étaient construits avec des châteaux arrière élevés, propres à constituer une plate-forme de tir apte à faire feu sur l'ennemi avec des armes légères. Le Vasa a peut-être aussi connu le problème d'avoir une coque construite dans sa partie supérieure avec des madriers beaucoup trop lourds. La cause en est peut-être l'inexpérience des constructeurs en matière de navires à deux ponts armés de canons, ou bien le projet de faire usage d'un armement encore plus lourd dans l'avenir. Dans le dessin, cependant, rien n'est intrinsèquement mauvais dans la forme de la coque du navire, qui est dans les normes de l'époque. Plus tard, de fait, les navires anglais de puissance de feu équivalente, développés après le Vasa, eurent leurs armes les plus lourdes sur les ponts inférieurs et les plus légères sur les ponts supérieurs, où le poids supplémentaire était préjudiciable à la stabilité et au moment de redressement du navire. Le profilage courbe, dit frégatage, se fit également plus prononcé sur les dessins postérieurs à cette période, de manière à amener la masse des canons plus près de la ligne médiane du navire, augmentant ainsi sa stabilité. Bien qu'historiquement infondée, la perception d'une construction bâclée et d'un chantier désorganisé (connue sous le terme de syndrome de Vasa) a été utilisée dans la littérature économique du management comme exemple pédagogique illustrant un ensemble de problèmes de communication et de gestion qui peuvent affecter un projet.
Le capitaine Söfring Hansson a commencé la navigation du nouveau navire sabords ouverts, ce qui n'était pas la règle habituelle : un navire flambant neuf se doit de voguer d'abord avec des postes de tir fermés, pour donner au capitaine et à l'équipage une idée de son comportement. Enfin, le Vasa était censé se diriger vers Älvsnabben, station navale de l'archipel extérieur au port de Stockholm, pour prendre l'ensemble de ses équipements et de son personnel, ce qui aurait pu lui apporter plus de stabilité.

## La conservation de l'épave

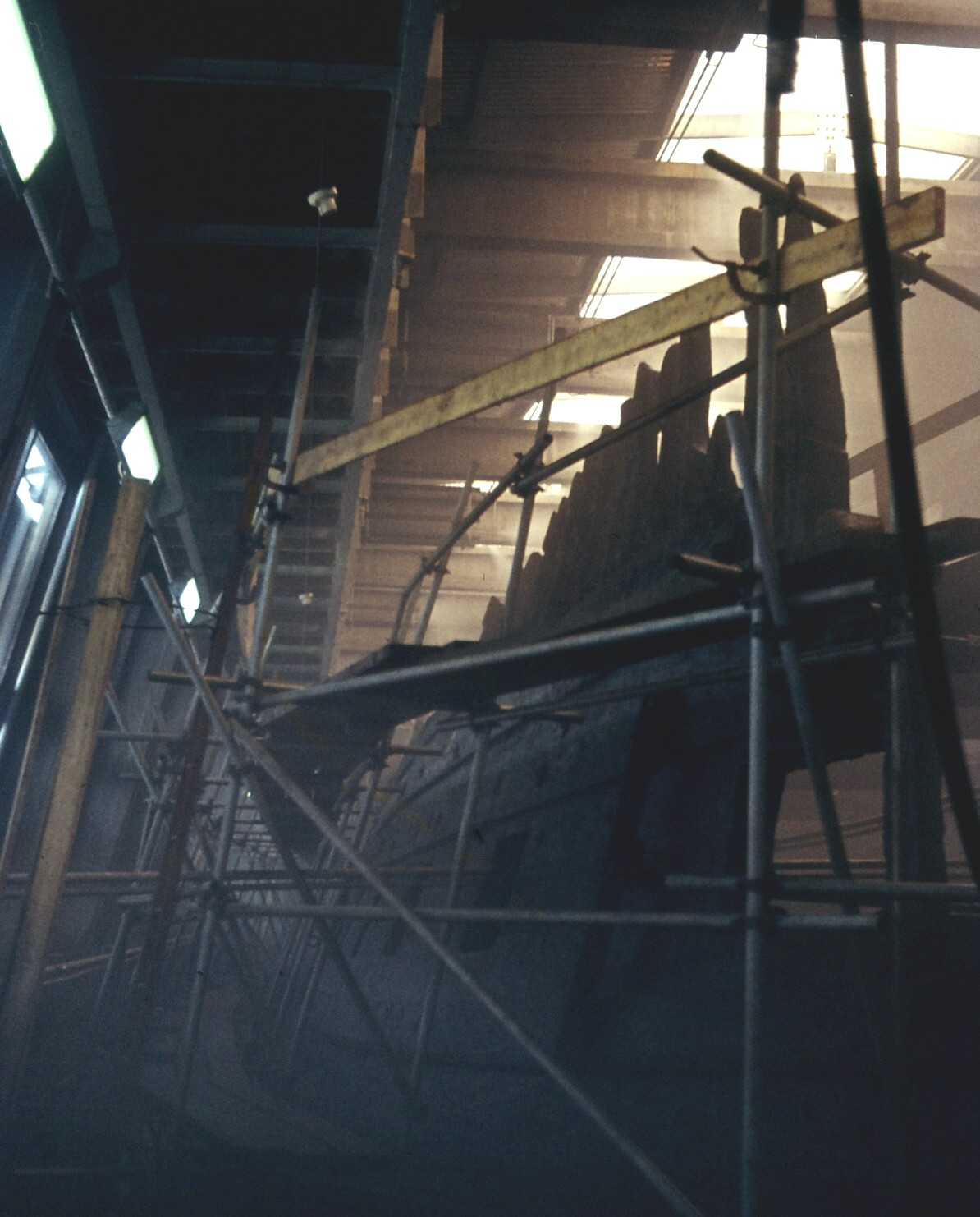
Le Vasa durant la première période de sa préservation.

### Durant la période d'immersion
La raison pour laquelle le Vasa était si bien conservé n'était pas seulement l’absence en mer Baltique du taret qui, normalement, dévore les bateaux de bois, mais aussi la forte pollution de l'eau du Stockholms ström (le chenal) jusqu'à la fin du XXe siècle. L'environnement était si toxique et hostile que même les plus résistants des micro-organismes qui décomposent le bois avaient des difficultés à survivre. Cette situation, combinée avec le fait que le Vasa avait été récemment construit quand il a coulé, a contribué à sa conservation.

### Le traitement initial au glycol
Malgré l'étonnante bonne conservation du Vasa après un séjour de 333 ans au fond de la mer, il se serait rapidement dégradé si la coque avait été simplement mise à sécher. La taille immense de la coque, constituée de plus de 900 mètres cubes de bois de chêne, constituait un problème de conservation sans précédent. Après un débat sur la manière de préserver au mieux le bateau, on eut recours au polyéthylène glycol (PEG), méthode qui a également été utilisée des années plus tard dans le processus de conservation du navire anglais du XVIe siècle Mary Rose. Le Vasa aura été aspergé de glycol pendant une période de dix-sept ans, suivie de neuf années de séchage lent.

### Un problème grave: la formation continue d'acide sulfurique
La toxicité de l'eau a eu un effet négatif pour l'épave : les sulfures contenus dans l'eau des sédiments entourant le Vasa ont pénétré dans le bois. Lorsque le navire a été renfloué en 1961, ils ont commencé à réagir avec l'oxygène de l'air et leur oxydation a produit de l'acide sulfurique.
À l'automne 2000, des taches de résidu blanc, de quelques centimètres seulement jusqu'à 0,5 m, ont été constatées sur la coque du Vasa. Elles se sont révélées être des sels sulfatés formés à la surface du bois quand les sulfures sont oxydés par l'oxygène de l'air. Ces taches, présentant également un pH très bas, ont été les premières indications que le navire contenait une quantité considérable d'acide sulfurique.
Les dépôts superficiels de sulfates apparaissant à la surface extérieure du Vasa et des objets trouvés autour de lui ne représentent pas la menace la plus inquiétante, même si la décoloration qu'ils engendrent est en soi gênante. Cependant, ce serait beaucoup plus grave s'il s'avérait que les sulfates cristallisent aussi à l'intérieur du bois : leur expansion et les contraintes mécaniques résultantes pourraient alors détruire le platelage de l'intérieur.
Les préjudices seraient particulièrement graves si cela devait affecter aussi les objets dus à la main d'artisans qualifiés, tels qu'articles ménagers ou bois sculptés. En 2002, la quantité d'acide sulfurique contenue dans la coque du Vasa a été estimée à plus de 2 tonnes, et il s'en est encore formé depuis à cause de l'oxydation continue des sulfures. Il existe assez de sulfures dans le navire pour produire encore 5 tonnes d'acide sulfurique, à un rythme d'environ 100 kg de H2SO4 produit par an, ce qui pourrait finalement presque détruire le vaisseau.

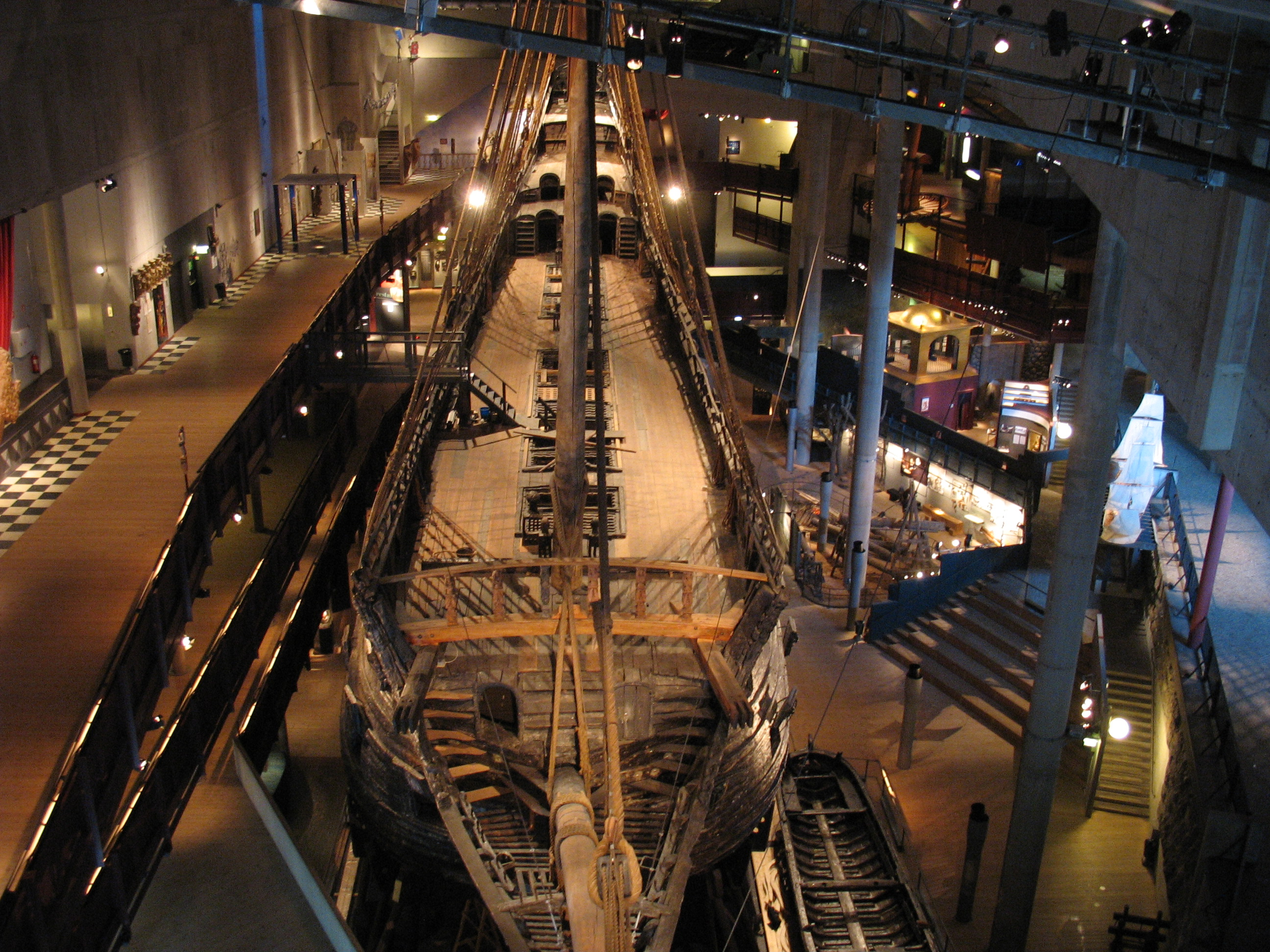
Le Vasa, conservé dans la salle principale du musée Vasa, vu depuis la proue.

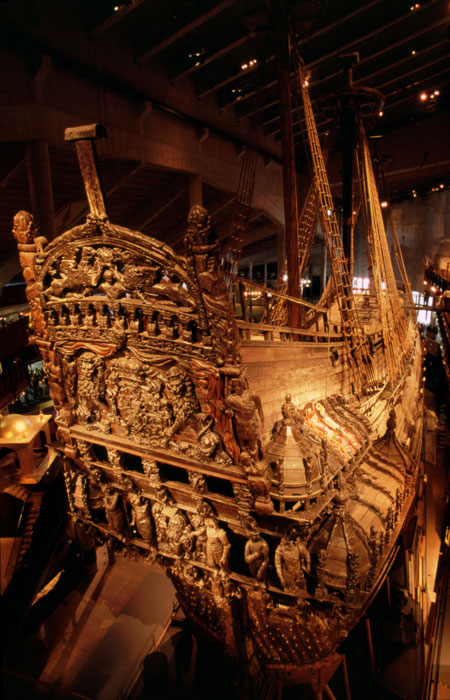
La poupe du Vasa.

### Le problème potentiel de l'acide formique
Alors que la majorité de la communauté scientifique estime que la principale substance responsable de la destruction du Vasa à long terme est l'acide sulfurique, Ulla Westermark, professeur de technologie du bois à l'université de technologie de Luleå, a suggéré, avec son collègue Börje Stenberg, un autre mécanisme de détérioration également possible. Les expériences réalisées par des chercheurs japonais montrent que le traitement du bois au polyéthylène glycol dans un environnement acide produirait de l'acide formique qui finalement liquéfierait le bois. Le Vasa a été exposé à l'eau acide pendant plus de trois siècles, et a donc un pH relativement bas. Des échantillons prélevés sur le navire indiquent que l'acide formique est présent et qu'il pourrait être une des causes d'une brusque accélération du taux de décomposition.

### Le gauchissement du bois
Le musée surveille en permanence les dommages causés au navire par la pourriture ou le gauchissement du bois. La recherche actuelle étudie le meilleur moyen de préserver le bateau pour les générations futures et d'analyser le matériau existant aussi étroitement que possible. Un problème actuel est que le vieux chêne dont le navire est constitué est en train de céder, et que les entretoises sur lesquelles s'appuient les éléments de la coque sont de plus en plus comprimées d'année en année. « La progression du mouvement de déformation de la coque est préoccupante. Si rien n'est fait, le bateau va de nouveau chavirer, très probablement ! », déclare Magnus Olofson, du musée Vasa. Des efforts conjugués pour préserver le navire sont en cours, résultant d'une coopération entre l'Institut royal de technologie de Stockholm, la Texas A&M University et d'autres institutions à travers le monde.

### Conditions actuelles de conservation
Pour faire face au problème de la dégradation inévitable du navire, la salle principale du musée Vasa est maintenue à une température de 18-20 °C et un niveau d'humidité de 55 %. Pour ralentir la destruction par l'acide sulfurique produit par l'oxydation des sulfures contenus dans le bois, différentes méthodes ont été essayées. Les petits objets ont été scellés dans des conteneurs en plastique remplis d'une atmosphère inerte à base d'azote pur, afin d'arrêter la réaction d'oxydation des sulfures par l'oxygène de l'air. Le navire lui-même a été traité avec des chiffons saturés par une solution alcaline pour neutraliser le bas pH, mais ce n'est qu'une méthode temporaire, étant donné que l'acide est produit continuellement. Les boulons rouillés originaux subsistants ont été remplacés par des boulons modernes galvanisés et recouverts de résine époxy. Malgré cela, les nouveaux boulons ont également commencé à rouiller et à libérer du fer dans le bois, ce qui accélère la détérioration. Les plans prévoient de nouveaux boulons faits de matériaux non réactifs, comme le titane, la fibre de carbone ou la fibre de verre.

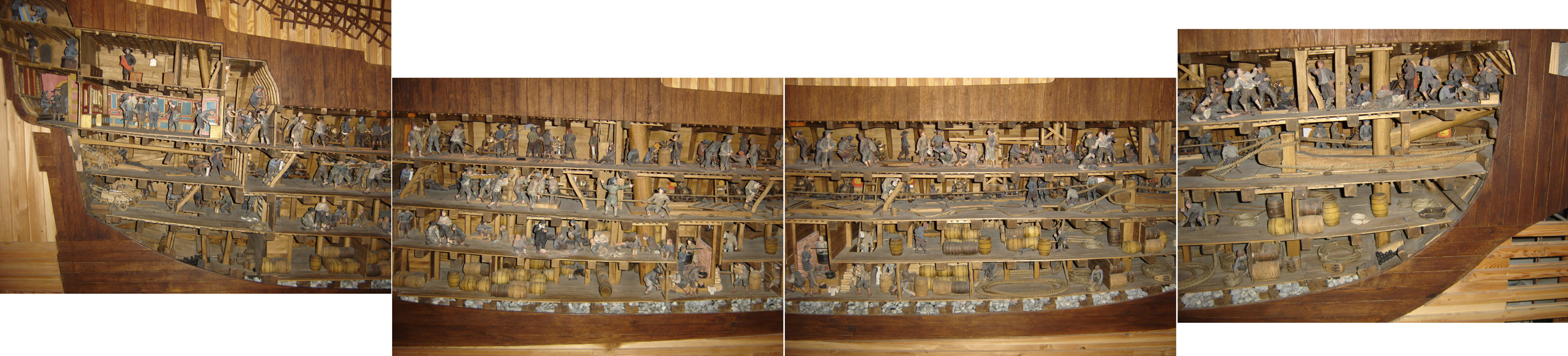
Maquette reconstituant l'intérieur original du Vasa.

### L'étude des restes humains
Parmi la trentaine de personnes qui ont péri lors du naufrage, les chercheurs soupçonnaient sur la base d’examens anthropologiques que le « squelette G » retrouvé dans les décombres du navire était celui d’un individu de sexe féminin. Des analyses ADN publiées en 2023 ont confirmé qu’il s’agissait d’une femme dont l’identité n’est pas encore établie : il pourrait s’agir de l’épouse d'un marin membre d’équipage qui était présente à bord pour l'inauguration.